# Chloropsina crassipalpis
Chloropsina crassipalpis är en tvåvingeart som beskrevs av Deeming 1981. Chloropsina crassipalpis ingår i släktet Chloropsina och familjen fritflugor.
Artens utbredningsområde är Nigeria. Inga underarter finns listade i Catalogue of Life.